# Eberhausen
Eberhausen ist ein Ortsteil des Fleckens Adelebsen im Landkreis Göttingen im Süden von Niedersachsen in Deutschland. Mit 301 Einwohnern (Stand Dezember 2023) ist er einer der kleinsten Ortsteile der Gemeinde Adelebsen.

## Geographische Lage
Eberhausen liegt rund 4 km südwestlich des Kernorts von Adelebsen. Westlich des Dorfs erstrecken sich die Nordausläufer des Bramwalds mit dem Heidelberg (ca. 402 m ü. NHN) und dessen Südausläufer Speerberg (ca. 380 m). Nördlich erheben sich die bewaldeten Höhenzüge Lindenberg (263 m) und Eichenberg (ca. 274 m) und südlich der bewaldete Backenberg (341 m). Etwa 600 m ostnordöstlich des Dorfs, das auf rund 210 m bis 245,5 m Höhe liegt, fließt die Auschnippe als südlicher Zufluss der Schwülme. Das am nächsten gelegene Nachbardorf ist der knapp 2,5 km südöstlich gelegene Adelebsener Ortsteil Güntersen.

## Geschichte
Die Ortsnamensendung -hausen lässt auf die frühmittelalterliche Rodungsperiode als Gründungszeit von Eberhausen schließen. Die Erwähnung in einer Schenkungsurkunde des Erzbischofs von Mainz an das Kloster Bursfelde gilt als älteste Erwähnung des Ortes. Seit dem Jahr 1347 bis 1852 unterstand der Ort der Gerichtshoheit von Adelebsen. Das resultierte daraus, dass Eberhausen in den Kriegsjahren oftmals Brandschatzungen ausgeliefert war und das Kloster Bursfelde, in dessen Besitz der Ort einst war, den hilfesuchenden Einwohnern keine Unterstützung geben konnte. Zudem erlebte das Dorf eine enorme Abnahme an Einwohnern, so wird von teilweise nur noch einem Mönch berichtet, der mit seinem einzigen Gut, einer Kuh, das Dorf bewohnte. Da das Kloster Bursfelde kaum selbst genug Einkünfte besaß, entschloss es sich, Eberhausen an die Herren von Adelebsen zu verkaufen. Die Herren von Adelebsen besaßen jedoch schon zuvor einen großen Teil des Dorfes, bevor sie von Herzog Ernst 1347 mit dem Gericht von Asche belehnt wurden. Der Besitz des Klosters erstreckte sich über einige Höfe Ebershausens, zudem hatte auch das Kloster Hilwartshausen und Lippoldsberg Besitz in der Region inne. Mehrere Pfandbriefe bezeugen für das 14. und 15. Jahrhundert den Verkauf und Verpfändung von Grundstücken der Herren von Adelebsen an das Kloster Bursfelde. Die Obergerichtsbarkeit behielten allerdings die Adelebser, das geht aus einem Lehnbrief hervor, welcher 1449 von Herzog Otto von Braunschweig dem Adelebsener Hause ausgestellt wurde. Das Dorf wurde seit dem Ende des 18. Jahrhunderts in seiner Struktur kaum geändert und nur geringfügig erweitert.
Am 1. Januar 1973 wurde Eberhausen in den Flecken Adelebsen eingegliedert.

## Politik

### Ortsrat
Eberhausen wird auf kommunaler Ebene von einem Ortsrat mit fünf Mitgliedern vertreten.
Seit der Kommunalwahl 2021 setzt sich der Ortsrat ausschließlich aus einer Ratsfrau und vier Ratsherren der „Eberhäuser Wählergemeinschaft“ (EWG) zusammen.

### Ortsbürgermeister
Ehrenamtlicher Ortsbürgermeister ist Berthold Freter (EWG). Sein Stellvertreter ist Ulrich Koch (EWG).

## Kultur und Sehenswürdigkeiten

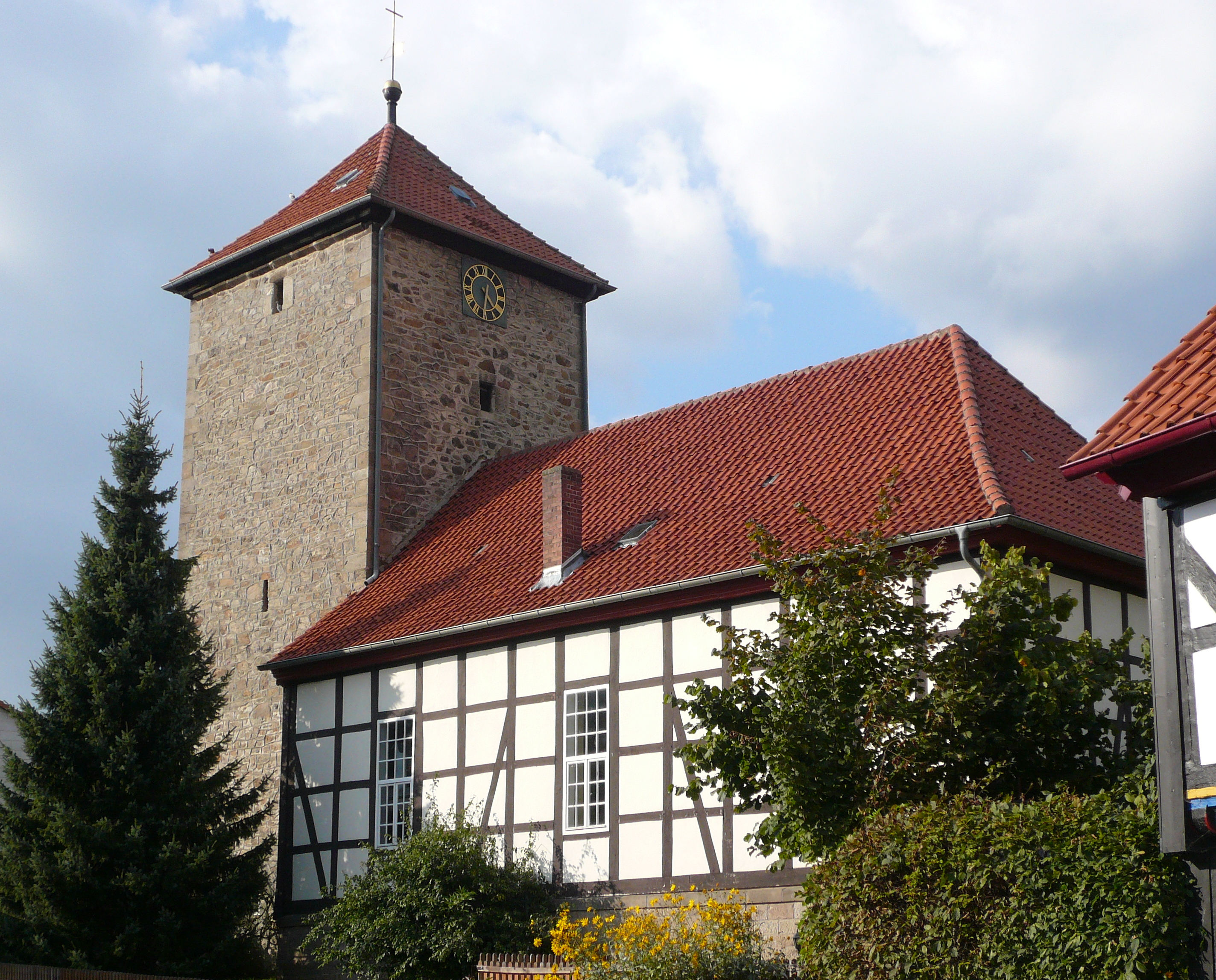
Dorfkirche St. Nicolai.

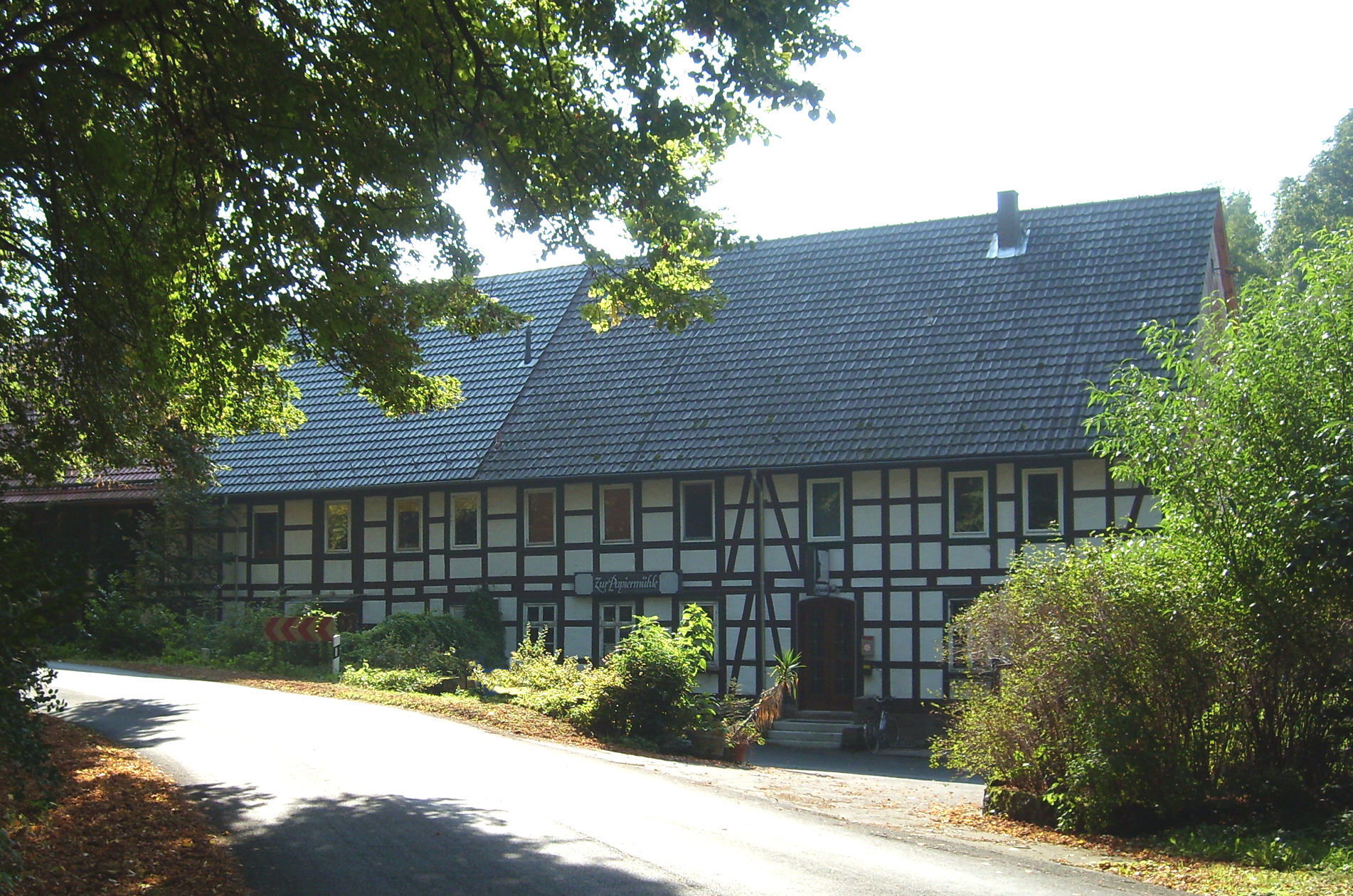
Die Papiermühle Eberhausen im Herbst 2008.

### Kirche
Die evangelische Kirche St. Nicolai besteht aus einem aus Bruchstein gemauerten, im Kern mittelalterlichen Westturm und einem Langhaus aus Fachwerk mit einem im Osten abgewalmten Satteldach, das erst 1841 an den Turm angebaut und 1960 im Ostteil erheblich umgebaut wurde. Das Pyramidendach des Turms ist von einer Wetterfahne mit Kreuz bekrönt. Der Turm besaß ursprünglich ein eingewölbtes Geschoss, wie Reste eines Kreuzgratgewölbes zeigen. Im Altar wurde ein barockes Himmelfahrtsgemälde verarbeitet, das bis 1961 der Kirche in Güntersen als Altarrückwand gedient hatte.

### Papiermühle
Die Papiermühle Eberhausen steht ostnordöstlich des Dorfs an der Auschnippe. Sie wurde im 15. Jahrhundert erbaut und 1449 als Lehen von Graf Bodo II. (Botho zu Stolberg der Ältere) mit dem Namen „Ripelowen-Mühle“ erstmals urkundlich erwähnt. Das Gebäude wurde seit dem 18. Jahrhundert als Gaststätte genutzt, die heutigen Gebäude stammen hauptsächlich aus der zweiten Hälfte des 19. Jahrhunderts. Mitte des 20. Jahrhunderts war die Papiermühle Eberhausen ein beliebtes Ausflugsziel in der Region zwischen Göttingen und dem Solling. Ende der 1970er-Jahre wurden die Räumlichkeiten zu einer Diskothek umfunktioniert. In den letzten Jahren des Bestehens der Diskothek fanden alljährlich Open-Air-Konzerte mit jeweils mehreren Hundert Besuchern auf dem Gelände der Papiermühle Eberhausen statt.